# Суфикс
Суфикс је творбени наставак који се додаје између корена (основе) речи и њеног завршетка. Ако се приказује самостално без основе, суфикс се означава цртицом испред њих. (-а, -ић, -логија).